# Лос Аламос
Вижте пояснителната страница за други значения на Лос Аламос.
Лос А̀ламос (на испански: Los Álamos – „тополите“) е населено място в щата Ню Мексико в САЩ. Населението му е 12 019 жители (2010). Лос Аламос е окръжен център на едноименния окръг. Населеното място няма статут на град или селище, но според преброяването е статистически обособена територия (англ. Census Designated Places, CDP).
Най-известен е като седалище на Лосаламоската националната лаборатория – една от двете лаборатории в САЩ, в които се извършва засекретена дейност по разработването на ядрени оръжия. Пръв директор на лабораторията е бил Робърт Опенхаймер (1943 – 1945).

## Побратимени градове
- Саров (Русия) от 1993 г.